# Rink Point
Der Rink Point (englisch für „Eisbahnspitze“) ist eine felsige Landspitze an der Nordwestküste der westantarktischen James-Ross-Insel. Sie liegt 3 km östlich der Carlson-Insel und markiert die südwestliche Begrenzung der Einfahrt vom Prinz-Gustav-Kanal in die Whisky Bay.
Wissenschaftler des Falkland Islands Dependencies Survey gaben ihr im August 1952 ihren Namen. Namensgebend war eine spiegelglatte Eisfläche, welche die Landspitze zu diesem Zeitpunkt umgab und an eine Eisbahn erinnerte.